# Lafragua
Lafragua är en kommun i Mexiko.   Den ligger i delstaten Puebla, i den sydöstra delen av landet, 190 km öster om huvudstaden Mexico City. Antalet invånare är 7 767. Arean är 129 kvadratkilometer.
Terrängen i Lafragua är varierad.
Följande samhällen finns i Lafragua:
- Tlanalapan
- González Ortega
- Cuauhtémoc
- Francisco I. Madero
- La Ermita
- Vista Hermosa
- Loma Bonita